# Société régionale de transport de Gafsa
La Société régionale de transport de Gafsa (arabe : الشركة الجهوية للنقل بقفصة) ou El Kawafel est une entreprise publique tunisienne dont l'activité est d'assurer le transport de voyageurs par autobus dans la région du gouvernorat de Gafsa et de Sidi Bouzid.
Elle assure la liaison entre ces régions et d'autres gouvernorats du pays par le biais de lignes quotidiennes régulières.